# Thymoites machu
Thymoites machu là một loài nhện trong họ Theridiidae.
Loài này thuộc chi Thymoites. Thymoites machu được Herbert Walter Levi miêu tả năm 1967.